# Isabella Falco
Isabella Gerheld Mina Falco Scheuch (Lima, 8 de abril de 1958) es una comunicadora y publicista peruana.

## Biografía
Hija de Conrado José Falco Squadrito y Gerhild Mina Scheuch Hernández. Su padre fue periodista deportivo y jefe deportivo del periódico Última Hora. Realizó sus estudios escolares en el Colegio Villa María de la ciudad de Lima. 
Estudió Literatura en Randolph-Macon Woman's College en Lynchburg, Virginia y luego siguió un Master of Arts en Cine en la Universidad de Nueva York.
Fue Directora Creativa de Publicis, reconocida empresa publicitaria francesa y luego directora general en Norlop-J. Walter Thompson de Ecuador. 
En 2002 condujo el talk show Boca Ancha en Antena Informativa (Canal 6) con Abelardo Sánchez León.
De 2007 a 2010 fue Directora Creativa de J. Walter Thompson Perú.
En diciembre de 2010 fue designada como Directora de Promoción de Imagen País de PromPerú. Permaneció en el cargo hasta octubre de 2012. En este tiempo estuvo a cargo del lanzamiento de la Marca Perú y realizó los documentales de promoción del país como Peru, Nebraska; De Perú for Peru y Loreto, Italia.
En octubre de 2016 regresa a PromPerú como Directora de Comunicaciones e Imagen País. Permaneció en el cargo hasta abril de 2019.  
Durante su gestión de la marca país, el Perú ha obtenido premios en el Festival de Publicidad de Cannes, los Webby Awards, el Festival Iberoamericano de la Publicidad, entre otros.

## Carrera

### Televisión
- Boca ancha (2002-2004) Conductora